# 1394 en Angleterre
Chronologie de l'Angleterre
- 1390
- 1391
- 1392
- 1393
- 1394
- 1395
- 1396
- 1397
- 1398

Cette page concerne l'année 1394 du calendrier julien.

## Naissances en 1394
- 31 mai : Richard Scrope, 3e baron Scrope de Bolton (en)
- 4 juin : Philippa d'Angleterre, reine consort de Danemark, de Norvège et de Suède
- Date inconnue : 
  - James Berkeley, 1er baron Berkeley
  - Ralph Boteler, 1er baron Sudeley
  - John Fortescue, juge
  - John Knyvet, member of Parliament pour le Northamptonshire
  - Michael de la Pole, 3e comte de Suffolk

## Décès en 1394
- 17 janvier : Robert Clavering, member of Parliament pour le Northumberland
- 8 février : Thomas Cobham, member of Parliament pour le Kent
- 17 mars : John Hawkwood, mercenaire
- 24 mars : Constance de Castille, duchesse de Lancastre et d'Aquitaine
- 23 avril : Hugues de Calveley, chevalier
- 4 juin : Marie de Bohun, comtesse de Northampton
- 7 juin : Anne de Bohême, reine consort d'Angleterre
- 25 juillet : Bryan Stapleton, chevalier
- 23 décembre : Thomas de Brantingham, évêque d'Exeter
- Date inconnue : 
  - Thomas Cobham, 3e baron Cobham
  - John Colville, member of Parliament pour le Cambridgeshire
  - Stephen Hales, member of Parliament pour le Norfolk
  - Richard Horne, member of Parliament pour le Wiltshire
  - John Ipstones, member of Parliament pour le Staffordshire